# Pedra do Reino
A Pedra do Reino ou Pedra Bonita é a denominação dada ao conjunto de duas pedras paralelas, em formato de torres, com 30 a 33 metros cada uma, localizadas na Serra do Catolé, em São José do Belmonte, Pernambuco. Originalmente, eram denominadas Pedra Bonita, devido à coloração dourada presente nas rochas, no entanto, ficou conhecida como Pedra do Reino após ser palco de um movimento messiânico, inspirado no sebastianismo português, que acreditava que nas pedras estava encantado o reino de Dom Sebastião, que iria desencantar após serem lavadas com sangue, resultando em um massacre com sacríficos em prol da volta do rei português.

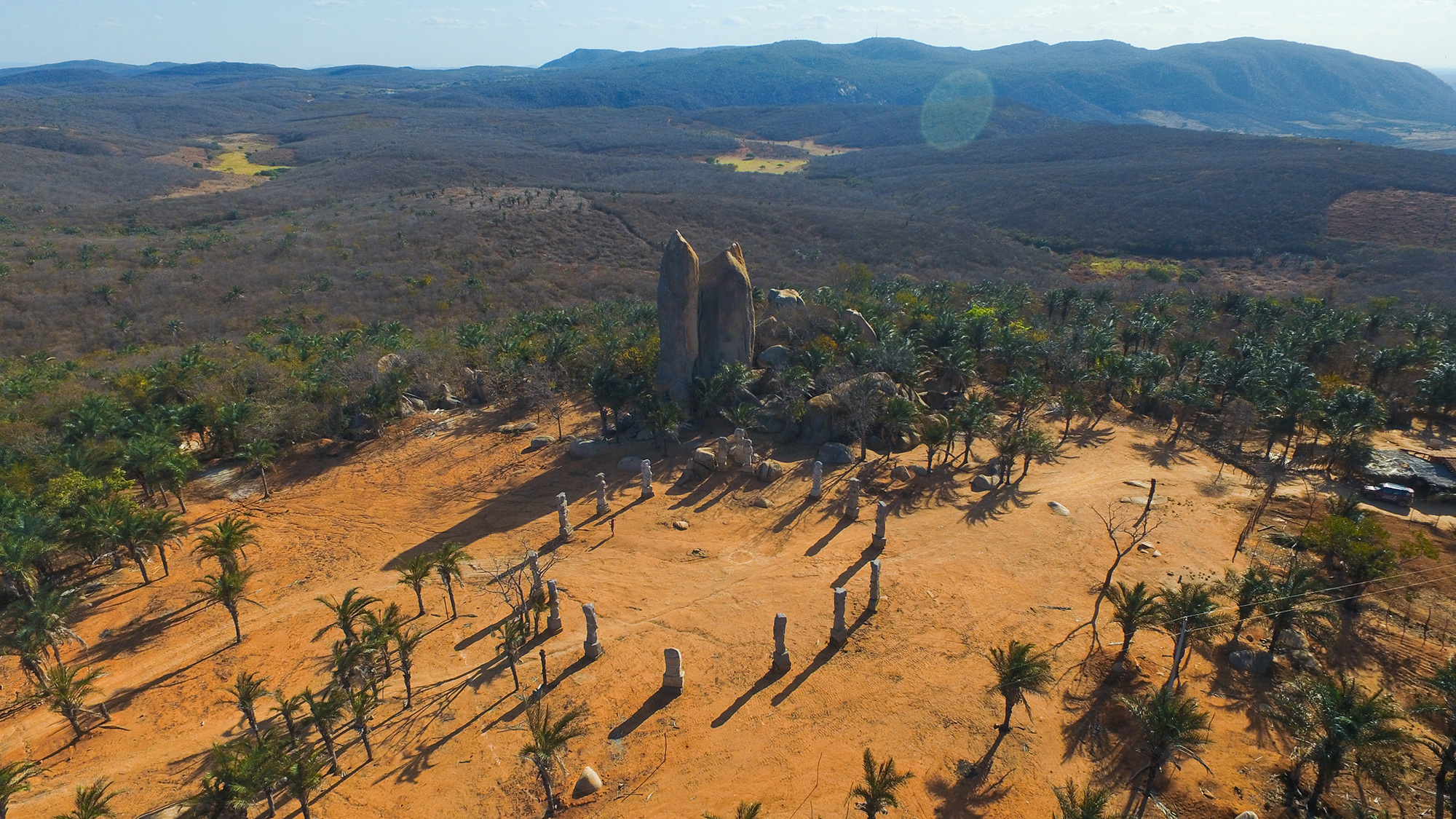
Imagem aérea da Pedra do Reino, em cima da Serra do Catolé, na divisa entre os estados de Pernambuco e Paraíba.

## A seita sebastianista e o massacre
Entre os anos de 1836 e 1838 funcionou no local um arraial de fanáticos que acreditavam na volta do rei Dom Sebastião, mais precisamente que naquelas pedras estava encantado o seu reino. A seita era comandada por um homem chamado João Antônio, que depois da intervenção do padre Francisco Correia abandonou o lugar e deixou como sucessor o seu cunhado João Ferreira.
A seita tinha o formato de um reino e todos tratavam João Ferreira como rei. Tinham costumes e rituais próprios, eram poligâmicos e viviam sem muita higiene ou produção de comida. 
Em 16 de maio 1838, João Ferreira, após embebedar os sectários com o que chamavam de "vinho santo", os convenvenceu  de que o reino de Dom Sebastião só desencantaria após ser lavado com sangue de sacrificíos, iniciando assim um massacre que durou 3 dias e resultou na morte de mais de 80 pessoas, vitimando inclusive o líder João Ferreira, após seu cunhado Pedro Antônio, irmão de João Antônio, ter afirmado que Dom Sebastião havia lhe aparecido em sonho e dito que para o desencantamento do reino faltava apenas o sangue do rei João Ferreira. Na verdade, Pedro Antônio queria se vingar pela morte da sua irmã, mulher de João Ferreira, que havia sido sacrificada. 
O massacre só terminou em 18 de maio, após o major Manoel Pereira da Silva ter intervido e atacado o reino com sua tropa. No ataque, morreram fanáticos e soldados, inclusive 2 irmãos do major. João Antônio, o primeiro lider da seita, foi capturado em Minas Gerais e morto no caminho a Pernambuco, e sua esposa fugiu para Santa Catarina, tendo recebido um indulto do então presidente da província, o Conde da Boa Vista.
2 meses após o massacre o padre Francisco Correia foi até o local e sepultou os corpos das vitímas. Na ocasião, fez um desenho do cenário que encontrou, para servir de alerta à população, que se encontra preservado no acervo do Instituto Arqueológico, Histórico e Geográfico de Pernambuco.

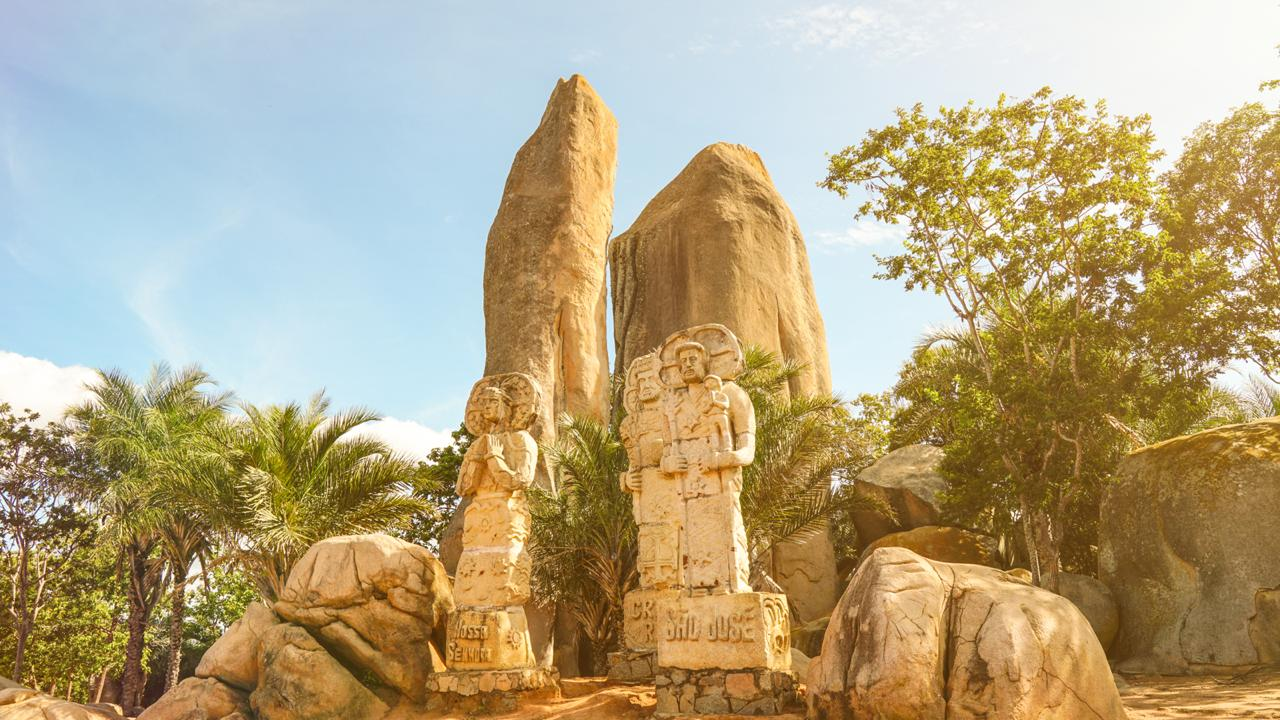
A Pedra do Reino

## Na cultura popular
A Pedra do Reino e o movimento sebastianista que lá ocorreu serviram de inspiração a diversos movimentos e produções culturais. 
A história do massacre foi documentada pelo historiador Attico Leite em seu livro Fanatismo Religioso: Memória Sobre o Reino Encantado na Comarca de Vila Bella.
Ainda em 1878, Araripe Júnior lançou "O Reino Encantado: Chronica Sebastianista".
Em 1938, José Lins do Rego publicou "Pedra Bonita", romance inspirado no movimento sebastianista da Pedra do Reino.
Em 1949, Gustavo Barroso publicou o artigo "O sebastianismo nos sertões brasileiros", pela revista Cruzeiro.
Em 1971, Ariano Suassuna lançou O Romance d'A Pedra do Reino e o Príncipe do Sangue do Vai-e-Volta, inaugurando o movimento armorial. A obra ainda serviu de inspiração à minissérie da Rede Globo "A Pedra do Reino".

Anualmente, no mês de maio, acontece na cidade de São José do Belmonte a Cavalgada à Pedra do Reino, festa inspirada no movimento armorial de Ariano Suassuna que conta com diversas manifestações da cultura popular, inclusive a carvalhada, e que se encerra com uma cavalgada até a Pedra do Reino.